# Chatzikyriákio (Le Pirée)
 (signalé en mai 2025).
Si vous disposez d'ouvrages ou d'articles de référence ou si vous connaissez des sites web de qualité traitant du thème abordé ici, merci de compléter l'article en donnant les références utiles à sa vérifiabilité et en les liant à la section « Notes et références ».
- Archive Wikiwix
- Bing
- Cairn
- DuckDuckGo
- E. Universalis
- Gallica
- Google
- G. Books
- G. News
- G. Scholar
- Persée
- Qwant
- (zh) Baidu
- (ru) Yandex
- (wd) trouver des œuvres sur Wikidata

Chatzikyriákio, en grec moderne : Χατζηκυριάκειο, est un quartier du Pirée en Grèce. Il est situé au sud-est de la ville, couvrant toute l'extrémité nord-ouest de la péninsule du Pirée, et est nommé d'après le bienfaiteur de Smyrne Ioánnis Chadzikyriakós (el) qui, avec sa femme Marigó, a fondé le grand orphelinat du même nom en 1889. 